# Modulació per fase contínua
La modulació per fase contínua o CPM (de l'anglès Continuous Phase Modulation) és un mètode de modulació de dades que generalment s'utilitza en mòdems sense fils. A diferència d'altres tècniques de modulació de fase digitals, on la fase de l'ona portadora és resetejada ràpidament a zero al principi de cada símbol (ex:M-PSK), en la modulació CPM la fase de l'ona portadora és modulada d'una manera contínua. Per exemple, amb el QPSK la fase de l'ona portadora salta instantàniament d'un sinus a un cosinus (és a dir, un desplaçament de fase de 90 graus) sempre que un dels dos bits del missatge del símbol actual es diferenciï dels bits de missatge del símbol anterior. A més a més, la modulació CPM normalment s'implementa en forma d'ona constant, és a dir, l'ona portadora transmesa és constant. Per tant, la modulació CPM és molt interessant per raó de la continuïtat de la seva fase que rendeix una alta eficàcia espectral, i la forma d'ona constant rendeix una excel·lent eficàcia de potència. El principal desavantatge és l'alta complexitat requerida per un receptor òptim.